# Олумодежи, Олусегун
Олусегун Олумодежи (англ. Olesegun Olumodeji; 1 апреля 1945, Зариа, Нигерия) — нигерийский футболист, защитник. Участник летних Олимпийских игр 1968 года.

## Биография
Выступал за нигерийский клуб «Стэйшнери Сторс».
В 1968 году главный тренер национальной сборной Нигерии Йожеф Эмбер вызвал Олусегуна на летние Олимпийские игры в Мехико. В команде он получил 5 номер. В своей группе Нигерия заняла последнее четвёртое место, уступив Бразилии, Японии и Испании. Олусегун Олумодежи на турнире сыграл во всех трёх играх.